# Andlersdorf
Andlersdorf (kroat. Rozvrtnjak auch: Stjevo) ist eine Gemeinde mit 170 Einwohnern (Stand 1. Jänner 2024) im Bezirk Gänserndorf in Niederösterreich.

## Geografie
Das Breitstraßendorf Andlersdorf liegt im südlichen Marchfeld. Das Gemeindegebiet ist in einer Höhe von 150 Meter über dem Meer, es gibt keine Erhebungen oder Bäche. Die Fläche der Gemeinde umfasst 5,9 Quadratkilometer. Neunzig Prozent der Fläche werden landwirtschaftlich genutzt, zwei Prozent sind Gärten und vier Prozent sind bewaldet.

### Gemeindegliederung
Es gibt nur die Katastralgemeinde Andlersdorf.

### Nachbargemeinden
|                 |                                             | Leopoldsdorf |
| Groß-Enzersdorf | Kompassrose, die auf Nachbargemeinden zeigt |              |
|                 | Mannsdorf                                   | Orth         |

## Geschichte
Andlersdorf wurde im Jahr 1324 erstmals urkundlich erwähnt.
Im Jahr 1822 wurde der Ort als Dorf mit 33 Häusern genannt, das nach Kimmerleinsdorf eingepfarrt war, wohin auch die Kinder eingeschult wurden. Die Herrschaft Orth besaß die Ortsobrigkeit, übte die Landgerichtsbarkeit aus, besorgte die Konskription und hatte die Grundherrschaft inne.
Laut Adressbuch von Österreich waren im Jahr 1938 in der Ortsgemeinde Andlersdorf zwei Gastwirte, zwei Gemischtwarenhändler, ein Schmied, ein Schneider, ein Wasenmeister und mehrere Landwirte ansässig.
Ab Juni 1944 setzte die Gutsverwaltung Andlershof ungarische Juden, darunter auch Frauen und Kinder, zur Zwangsarbeit im Rahmen des landwirtschaftlichen Betriebes ein.

## Kultur und Sehenswürdigkeiten

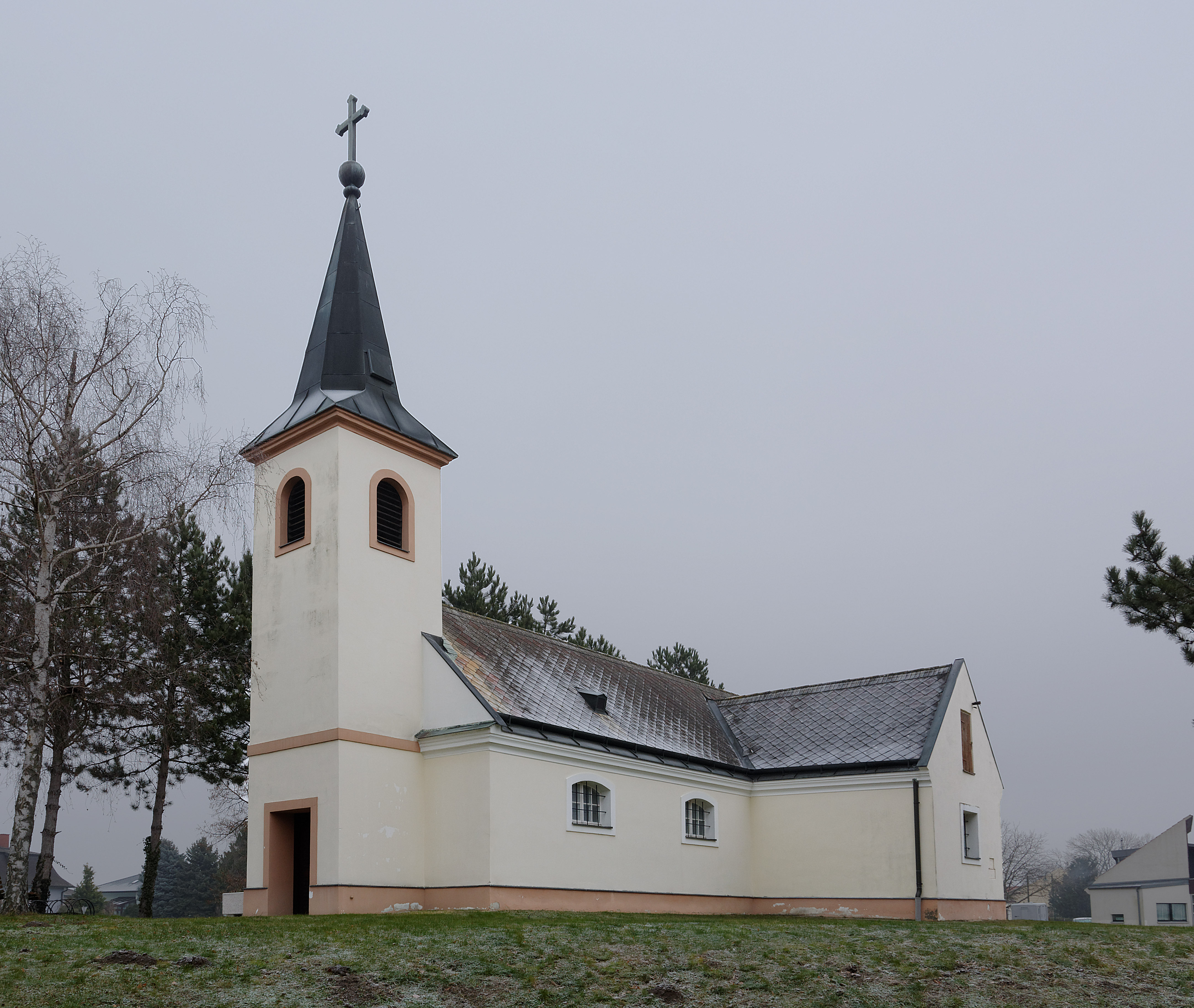
Filialkirche Andlersdorf

- Katholische Filialkirche Andlersdorf Mariä Geburt: Die spätbarocke Kirche steht im Westen des Orts. In der Nähe der Kirche befindet sich ein großer Gutshof, dessen Hauptgebäude eine Fassade aus der ersten Hälfte des 19. Jahrhunderts aufweist.

## Wirtschaft
Nichtlandwirtschaftliche Arbeitsstätten gab es im Jahr 2001 zwei, land- und forstwirtschaftliche Betriebe nach der Erhebung 1999 14. Die Zahl der Erwerbstätigen am Wohnort betrug nach der Volkszählung 2001 54. Die Erwerbsquote lag bei 45,76 Prozent.

### Wirtschaftssektoren
Im Jahr 2010 gab es neun Haupt- und einen Nebenerwerbsbauern in Andlersdorf. Im Produktionssektor beschäftigte ein Betrieb einen Erwerbstätigen, im Dienstleistungssektor sechs Betriebe insgesamt sechs Mitarbeiter.
| Wirtschaftssektor            | Anzahl Betriebe | Anzahl Betriebe | Erwerbstätige | Erwerbstätige |
| Wirtschaftssektor            | 2011            | 2001            | 2011          | 2001          |
| ---------------------------- | --------------- | --------------- | ------------- | ------------- |
| Land- und Forstwirtschaft 1) | 10              | 14              | 14            | 20            |
| Produktion                   | 1               | 0               | 1             | 0             |
| Dienstleistung               | 6               | 2               | 6             | 5             |

1) Betriebe mit Fläche in den Jahren 2010 und 1999

### Arbeitsmarkt, Pendeln
Von den 79 Erwerbstätigen, die 2011 in Andlersdorf lebten, pendelten 59 zur Arbeit aus.

## Politik

### Gemeinderat
Der Gemeinderat hat 13 Mitglieder.
- Nach den Gemeinderatswahlen in Niederösterreich 1990 hatte der Gemeinderat folgende Verteilung: 7 ÖVP und 6 SPÖ.
- Nach den Gemeinderatswahlen in Niederösterreich 1995 hatte der Gemeinderat folgende Verteilung: 7 ÖVP, 3 SPÖ und 3 WIR–Wir für Andlersdorf.[10]
- Nach den Gemeinderatswahlen in Niederösterreich 2000 hatte der Gemeinderat folgende Verteilung: 7 ÖVP, 4 WIR–Wir für Andlersdorf und 2 SPÖ.[11]
- Nach den Gemeinderatswahlen in Niederösterreich 2005 hatte der Gemeinderat folgende Verteilung: 7 ÖVP, 4 WIR–Wir für Andlersdorf und 2 SPÖ.[12]
- Nach den Gemeinderatswahlen in Niederösterreich 2010 hatte der Gemeinderat folgende Verteilung: 7 WIR–Wir für Andlersdorf, 5 ÖVP und 1 SPÖ.[13]
- Nach den Gemeinderatswahlen in Niederösterreich 2015 hatte der Gemeinderat folgende Verteilung: 7 WIR–Wir für Andlersdorf, 5 ÖVP und 1 SPÖ.[14]
- Nach den Gemeinderatswahlen in Niederösterreich 2020 hatte der Gemeinderat folgende Verteilung: 7 WIR–Wir für Andlersdorf, 5 ÖVP und 1 SPÖ.[15]
- Nach den Gemeinderatswahlen in Niederösterreich 2025 hat der Gemeinderat folgende Verteilung: 8 WIR–Wir für Andlersdorf und 5 ÖVP.[16]

### Bürgermeister
- bis 2008 Johann Greiner
- seit 2008 Gerhard Paier[17]